# Ephippigerida taeniata
Ephippigerida taeniata är en insektsart som först beskrevs av Henri Saussure 1898.  Ephippigerida taeniata ingår i släktet Ephippigerida och familjen vårtbitare. Inga underarter finns listade i Catalogue of Life.